# Opercularia echinocephala
Opercularia echinocephala är en måreväxtart som beskrevs av George Bentham. Opercularia echinocephala ingår i släktet Opercularia och familjen måreväxter. Inga underarter finns listade i Catalogue of Life.